# La Ligne orange
Cet article concerne l'album du groupe Mes Aïeux. Pour la ligne du métro de Montréal, voir Ligne orange (métro de Montréal).
Pour les articles homonymes, voir Ligne orange.
Albums de Mes Aïeux
Tire-toi une bûche À l'aube du printemps
La Ligne orange est le quatrième album du groupe de musique québécois Mes Aïeux.
Le premier extrait, Le Déni de l'évidence est un succès radiophonique et est au deuxième rang du palmarès BDS en octobre 2008.

## Liste des pistes
| No  | Titre                     | Durée |
| --- | ------------------------- | ----- |
| 1.  | Le déni de l'évidence     | 4:20  |
| 2.  | Notre-Dame-du-Bon-Conseil | 4:24  |
| 3.  | Chaque jour               | 5:04  |
| 4.  | Belle, embarquez          | 3:37  |
| 5.  | La dévire                 | 4:02  |
| 6.  | Antonio                   | 4:16  |
| 7.  | Ligne orange              | 3:19  |
| 8.  | La grande tornade         | 5:03  |
| 9.  | Le stade (conte complet)  | 7:35  |
| 10. | Prière cathodique         | 2:19  |
| 11. | La basse-cour             | 3:43  |
| 12. | Count Three               | 1:51  |
| 13. | Loup blanc                | 5:39  |
| 14. | Le fantôme du Forum       | 5:34  |
| 15. | Le vieux pont             | 3:45  |

- En prime : The Great Antonio Sings (Pourquoi donc as-tu brisé mon cœur ?) - 2:47